# Kim Linh thánh mẫu
Kim Linh thánh mẫu (Tiếng Trung Giản Thể: 金灵圣母; Tiếng Trung Phồn Thể: 金靈聖母; Bính Âm Hán Ngữ: Jīnlíng Shèngmǔ; là 'Thánh mẫu (của) Kim Linh') là một nhân vật trong tiểu thuyết Trung Quốc thế kỷ 16 Phong Thần Diễn Nghĩa còn được gọi là  Lễ Tấn Phong Của Các Vị Thần.

## Truyền Thuyết
Trong Phong Thần Diễn Nghĩa , Kim Linh thánh mẫu là một trong bốn đệ tử chính của Thông Thiên Giáo Chủ ,  được cho là mạnh mẽ hơn mười hai vị kim tiên bất tử của Xiển Giáo. Kim Linh thánh mẫu có hai đệ tử:  Văn Trọng và Dư Nguyên .
Trong Trận chiến tại Vạn Tiên Trận, cô đã đánh chết Công chúa Long Cát và Hồng Cẩm , đồng thời 1 mình đối đầu với ba vị đại tiên của Xiển Giáo : Văn Thù Quảng Pháp Thiên Tôn , Phổ Hiền Chân Nhân và Từ Hàng Đạo Nhân . Mặc dù cô đã giành chiến thắng trong trận chiến chống lại 3 đại tiên, nhưng cuối cùng cô lại phải chịu chết dưới tay của Nhiên Đăng Đạo Nhân đánh lén với Xâu Chuỗi Định Hải Châu.
Bà được bổ nhiệm làm Thần của Bảng Phong Thần Lưu trữ ngày 5 tháng 11 năm 2023 tại Wayback Machine, người đứng đầu  Ðẩu Bộ Chánh Thần  (紫薇之尊), người có 84.000 ngôi sao và linh hồn dưới sự chỉ huy của cô. Địa vị của cô ấy rất quan trọng và có địa vị cao trên thiên đàng. Cô phụ trách Đẩu Bộ, cư trú tại vùng Đẩu Bộ và giữ vị trí cao nhất trong những nơi ở Chu Thiên.  Trong những giáo lý bí truyền của Đạo giáo, cô ấy được coi là giống như phật Doumu . 

## Thờ cúng
Kim Linh thánh mẫu là một trong những vị thần chính ở làng Lang Phường ở Hải Đông . Cô được tôn sùng là nữ thần sinh sản trong ngôi làng này và trang phục của cô được trang trí bằng vô số nhân vật. Các học giả coi những nhân vật này là biểu tượng rõ ràng về khả năng sinh sản, biểu thị lời cầu nguyện của cộng đồng cho cuộc sống sung túc, thịnh vượng.